# 飯田元著
飯田 元著（いいだ もとあき）は、戦国時代から安土桃山時代にかけての武将。毛利氏の家臣で、毛利水軍の将の一人。通称は弥七郎、七郎右衛門尉。受領名は越中守。

## 生涯

### 前半生
毛利氏家臣で毛利水軍を率いていた飯田義武の嫡男として生まれる。
弘治2年（1556年）1月8日、毛利隆元から加冠状を受けて元服する。

### 門司城の戦い
毛利氏が九州に進出すると父の義武と共に従軍し、永禄4年（1561年）の門司城攻防戦にも参加。同年11月5日に大友軍が門司から撤退するが、同日夜から翌11月6日にかけて、乃美宗勝が率いる小早川氏の警固衆や村上水軍と共に大友軍を追撃し、豊前国の京都郡黒田原と仲津郡国分寺原の間で大友軍に立ち塞がって大勝した。この時の大友軍への追撃において義武・元著父子はそれぞれ敵兵1人を討ち取り、共に12月13日に隆元から感状を与えられている。

### 尼子氏との戦い
永禄6年（1563年）10月に尼子方の松田誠保が守る白鹿城が降伏すると、尼子義久の本拠である月山富田城は島根半島方面との連絡が遮断されて兵糧と武器の不足を痛感し始めたため伯耆国や但馬国方面に補給を求め、翌11月に但馬から来た数隻の兵糧船が出雲・伯耆の海岸沖合に現れた。元就は義武・元著父子、児玉就方、山県就知、大多和就重らに命じて兵船数百隻に出雲国の美保関から伯耆国の弓ヶ浜沿岸に至る海上を警戒させると共に、福原貞俊に毛利軍の精兵と飛落元吉が率いる200人の鉄砲隊を付けて陸上の警戒に当たらせて尼子軍の兵糧輸送の阻止を図った。
このような毛利軍の動きに対し、11月15日に月山富田城の尼子義久は兵糧や武器を護送するために夜陰に乗じて精兵を派遣。尼子軍の動向を察知した福原貞俊が尼子軍と激戦を繰り広げたところに海上の義武・元著父子、大多和就重、児玉就方らも上陸し、福原貞俊の軍と協力して尼子軍を打ち破り、兵糧船を拿捕して兵糧や武器を奪取している。

### 立花城の戦い
永禄11年（1568年）の立花城の戦いでは、同年11月頃から元就は北九州で毛利氏に味方する勢力の信望を維持するためにも大友氏に奪われた立花城の奪回を目指し、父・義武や吉井元武らが率いる水軍に立花城の防備を偵察させたが、その際に大友軍との小競り合いが起きている。
永禄12年（1569年）8月10日、吉川元春と小早川隆景が父・義武に宛てて書状を送り、義武・元著父子の遠い九州での在陣を労いつつも今少し逗留するように求め、長門国長府に在陣する元就にも義武・元著父子の働きについて言上することを伝えている。
元亀3年（1572年）1月8日、筑前国の立花山城の麓の浦辺で敵1人を討ち取り、毛利輝元から感状を与えられた。

### 織田氏との戦い
天正4年（1576年）7月の第一次木津川口の戦いに参加し、同年11月8日に毛利輝元から木津川口の戦いにおける元著の肝煎について聞き届けたとの書状を送られている。
天正6年（1578年）4月2日、播磨国において羽柴秀吉が援軍として警固衆を呼び寄せたことから、毛利輝元は児玉就英を通じて元著に小早川水軍と共に播磨国へ出陣することを求めている。
年不詳であるが、毛利軍は輪番で行っていた懸け舟（船の停泊）以外については無案内な者が多かったことから、懸け舟以外についても元著が引き続き実施することになった。吉川元春は児玉春種を使者として元著に書状を送り、元著の働きについて辛労ながら元著が担当することになり祝着であるとの旨を伝えると共に、もし何か別の御用があった場合はその御用を断って良いと伝えている。

### 晩年
父・義武が天正4年（1576年）に大坂へ出陣した際に、義武への恩賞として周防国熊毛郡の大野において給地が与えられる約束となっていたが、大野の有力な土豪と考えられる中丸市允の抵抗により大野での給地宛行が滞っていた。
天正4年（1576年）から天正6年（1578年）頃に大野の給地について、義武・元著父子の相次ぐ来訪を受けた穂井田元清はその懇意を喜ぶと共に、元清としても義武父子に対して疎意無きことを伝え、近日中に中丸市允が下向してくる予定なので、大野の給地について申し聞かせることを約束した。しかし、それでも事態は解決しなかったようで、義武は確かに替地が与えられるように2回に渡って穂井田元清に書状を送っていたが、義武へ与えられる適切な土地が不足していたことで天正18年（1590年）時点でも約束の給地が与えられていなかったため、天正19年（1591年）には毛利輝元が直ちに義武に給地を与えるとの命令を出している。
天正19年（1591年）11月5日、奉行人の佐世元嘉、二宮就辰、内藤元栄、林就長から備後国府中で100石の地を打ち渡された。
天正20年（1592年）7月7日に父・義武が死去する。
義武の死後のとある年の8月1日に輝元から越中守の受領名を与えられた。
慶長6年（1601年）2月25日、まだ家督を譲っていなかった嫡男の元覚が死去したため、七男の元存が後継となった。
同年12月13日に死去し、七男の元存が家督を相続した。